# Rørtang (Helsingør)
Rørtang er en tidligere landsby førhen beliggende i Tikøb Sogn, Lynge-Kronborg Herred, Frederiksborg Amt, nu i Sthens Sogn. Rørtang ligger mellem Kongevejen og Snekkersten.
Rørtang havde i 1682 4 gårde. Det samlede dyrkede areal var 91,2 tønder land, skyldsat til 28,04 tdr. hartkorn. Dyrkningsformen var trevangsbrug.